# Chudów (przystanek kolejowy)
Chudów – nieczynny dla ruchu pasażerskiego przystanek kolejowy w Ornontowicach, w gminie Ornontowice, w powiecie mikołowskim, w województwie śląskim, w Polsce. Został otwarty w 1888 roku razem z linią kolejową z Gliwic Sośnicy przez Gierałtowice do Orzesza. W dniu 9 stycznia 1995 roku na odcinku od Gierałtowic do Orzesza został zawieszony ruch pasażerski.